# Mesoproctus rayoli
Espèce
Mesoproctus rayoli est une espèce fossile d'uropyges de la famille des Thelyphonidae.

## Distribution
Cette espèce a été découverte dans la formation Crato au Brésil. Elle date du Crétacé.

## Description
L'holotype mesure 65,9 mm.

## Étymologie
Cette espèce est nommée en l'honneur de Rafael Ribeiro Rayol.

## Systématique et taxinomie
Cette espèce a été décrite par Santana, Pinheiro, Andrade-Silva et Lima en 2024.

## Publication originale
(juin 2024).
- Santana, Pinheiro, Andrade-Silva & Lima, 2024 : « Description of a new fossil Thelyphonida (Arachnida, Uropygi) and further record of Cratosolpuga wunderlichi Selden, in Selden and Shear, 1996 (Arachnida, Solifugae) from Crato Formation (Aptian/Albian), Araripe Basin, Brazil. » PeerJ, vol. 12, no e16670, p. 1-20.